# Chez nous (film, 1978)
 (novembre 2021).
Si vous disposez d'ouvrages ou d'articles de référence ou si vous connaissez des sites web de qualité traitant du thème abordé ici, merci de compléter l'article en donnant les références utiles à sa vérifiabilité et en les liant à la section « Notes et références ».
Pour les articles homonymes, voir Chez nous.
Pour plus de détails, voir Fiche technique et Distribution.
Chez nous est un film suédois de Jan Halldoff (en) sorti en 1978.

## Fiche technique
- Réalisateur : Jan Halldoff (en)
- Scénaristes : Anders Ehnmark (en), Per Olov Enquist
- Pays :  Suède
- Date de sortie : 28 août 1978

## Distribution
- Ewa Fröling : Maria
- Ernst Günther : Melin
- Sven Lindberg : Wiren
- Ingvar Kjellson	: Elmgren
- Ernst-Hugo Järegård :
- Lis Nilheim : Eva-Lisa
- Kerstin Bagge : Ellen
- Kjell Bergqvist : Jansson
- Olof Buckard : Managing Editor
- Per Ragnar : Stock Commentator
- Örjan Ramberg : Hit Man
- Palle Granditsky : Lawyer
- Per Oscarsson : Schrenk
- Marie Forså : Lajla, fille de l'aquarium